# السفافنة (دير الزور)
السفافنة هي قرية سورية تقع في ناحية سوسة من منطقة البوكمال في محافظة دير الزور.